# Паннонгалма
Паннонгалма, (угор. Pannonhalma, [pɒnːonhɒlmɒ]; словац. Rábsky Svätý Martin, чеськ. Panonský vrch, нім. Martinsberg), до 1965 Дьйорсент Мартон (угор. Győrszentmárton) — місто в медьє Дьйор-Мошон-Шопрон в Угорщині. Населення 4098 осіб (2001). Головною визначною пам'яткою міста є бенедиктинське абатство, що входить до списку світової культурної спадщини ЮНЕСКО.

## Географія і транспорт
Місто розташоване за 21 кілометр на південний схід від Дьйора. Місто стоїть на залізничній магістралі Дьйор — Веспрем, через нього проходить автодорога, що веде з Дьйора на південь країни. Паннонгалма пов'язана з Дьйором регулярним автобусним та залізничним сполученням.

## Абатство
Бенедиктинське абатство Паннонгалма побудовано на вершині пагорба св. Мартона (Мартіна), висотою 282 метри. Назва пагорба пов'язана з переказом, що саме тут народився святий Мартін Турський.
Згідно з деякими джерелами абатство Паннонгалма — друге за величиною в світі після найстарішого монастиря Західної Європи — Монте Кассіно.
Монастир був заснований в 996 році батьком короля Іштвана Святого князем Гезою. Протягом століть він неодноразово піддавався руйнуванню і перебудовувався, у результаті чого в архітектурі Паннонгалми переплелися риси самих різних стилів — романського, готики, бароко, неокласицизму.
Найзначніша будова Паннонгалми — монастирська  базиліка Святого Мартіна. Храм був побудований в XII столітті в готичному стилі і з тих пір неодноразово перебудовувався. Найбільш старовинна частина базиліки — крипта, яка збереглася від первісної будівлі.
Монастирська бібліотека — найбільша недержавна книгозбірня країни, налічує понад 360 000 томів. Сучасна будівля побудована в 1820 році. У бібліотеці зберігається велика кількість унікальних документів, у тому числі перший пам'ятник угорської писемності — грамота про утворення Тиханьського абатства на Балатоні.
У монастирі давні освітні традиції, при ньому в Середні століття була заснована перша в Угорщині школа при монастирі. В даний час при ньому функціонує бенедиктинський коледж для хлопчиків.
Абатство Паннонгалма — діючий монастир, у ньому живе зараз близько 50 ченців.

## Міста-побратими
- Енген
- Долне Саліб